# Lance-grenades individuel modèle F1
Le lance-grenades individuel Modèle F1 (plus communément appelé LGI Mle F1) est l'arme d'appui rapproché de l'armée de terre française depuis les années 1990. Elle est destinée à des tirs de neutralisation de personnel, de destruction de matériel, de fumigène, d'aveuglement et des tirs de fusées éclairantes, effectués par un seul tireur.
Il fait partie de la génération des systèmes d'armes à projectile sans signature et à unité de propulsion intégrée. Le fabricant d'origine est le Français Titanite S. A., dont la filiale armement a été reprise par Alsetex. La licence a été achetée par l'Allemand Rheinmetall .
La base du système repose sur l'emploi d'une unité de propulsion appelée FLY-K, intégrée dans la queue stabilisatrice du projectile. Ce système permet des tirs presque sans bruit (52 dB à 100 mètres), sans lumière, sans fumée et sans échange thermique avec l'arme, rendant le tir impossible à localiser par moyen infrarouge.
Chaque groupe de combat standard de l'infanterie française en est équipé en dotation organique.

## Caractéristiques
- Portée : 80⁄650 mètres (avec un angle de tir de 45°).
- Efficacité : grenade mortelle dans un rayon de 16 m.
- Précision : dispersion latérale maximum de 10 m à 200 m.
- Masse : 4,8 kg.
- Longueur : 605 mm.
- Cadence de tir : la cadence de tir n'est limitée que par l'adresse du tireur (il n'y a aucune limite au nombre de grenades tirées sans interruption).
- Niveau de bruit : 52 dB à 100 m (imperceptible).

## Munitions
- Explosive de 51 mm (GRExPL AP LGI F1).
- Fumigène de 51 mm (GR 51 FUM PH LGI F1).
- Éclairante de 47 mm (GR 47 ECL LGI F1).

À terme, une grenade éclairante infrarouge permettra au groupe de combat doté de moyens infrarouge passifs, l'observation du champ de bataille et le tir de nuit.

## Utilisateurs
- France
- Monaco